# Zzap!64
Zzap!64 è stata una rivista britannica dedicata ai videogiochi per Commodore 64, pubblicata prima dalla Newsfield Publications Ltd e in seguito dalla Europress Impact. Solo in un secondo tempo si dedicò anche ai giochi per Amiga. Il primo numero è datato maggio 1985 e le pubblicazioni continuarono fino al novembre 1992. Ci furono quindi radicali cambiamenti nella testata, che riprese con il titolo Commodore Force, che chiuse definitivamente nel marzo 1994.
Una rivista "sorella", chiamata Crash, si occupava invece dei titoli per ZX Spectrum. La rivista Zzap! nacque come versione italiana di Zzap!64.